# Кунашакский район
Кунаша́кский райо́н — административно-территориальная единица (район) и одноимённое муниципальное образование (муниципальный район) в Челябинской области Российской Федерации.
Административный центр — село Кунашак.

## География
Находится район на северо-востоке Челябинской области, граничит с Аргаяшским, Каслинским, Красноармейским, Сосновским районами, Озёрским городским округом, на севере — с Каменским городским округом Свердловской области и Катайским районом Курганской области. На его территории находится часть земель Восточно-Уральского государственного заповедника. Памятники природы: единственные солёные с лечебными свойствами воды озёра Чебакуль и Айдыкуль, участки долин рек Караболки и Багаряк, Клюквенное болото.

## История
Своим рождением Кунашакский район обязан главе Башкирского правительства Ахмет-Заки Валиди, который в 1917 году издал распоряжение о создании Аргаяшского кантона Башкирской Республики, в состав которого входили территории нынешнего Кунашакского района. Собственно Кунашакский район был создан в соответствии с постановлением Президиума ЦИКа и Совнаркома Башкирской АССР «О ликвидации в Башкирской АССР деления на кантоны и об установлении административного деления на районы и районной системы управления», принятым 20 августа 1930 года. На территории Аргаяшского кантона — одного из восьми кантонов, входивших тогда в состав Башкирской АССР, — были образованы два района: Аргаяшский и Кунашакский. Территория Кунашакского района тогда составляла 3563 квадратных километра. В нём проживало около 56 тысяч человек. В национальном составе населения преобладали башкиры (28 903 человека), второе место по численности занимали мишари (17 056), третье — русские (9482), четвёртое — татары (291).
В 1917—1930 гг. территория района входила в Аргаяшский кантон в составе Башкирской АССР. Район образован в 1930 года в составе Башкирской АССР. После передачи района в состав Челябинской области, с 17 января по 17 ноября 1934 года входил в состав Аргаяшского башкирского национального округа. В ноябре 1934 года после упразднения округа район был передан в прямое подчинение Челябинской области. 12 октября 1959 года к Кунашакскому району была присоединена часть территории упразднённого Багарякского района.

## Население
| 2002    | 2005    | 2006    | 2007    | 2008    | 2009    | 2010    | 2011    |
| ------- | ------- | ------- | ------- | ------- | ------- | ------- | ------- |
| 32 225  | ↘31 408 | ↘31 085 | ↘30 780 | ↘30 280 | ↘29 558 | ↗30 112 | ↘30 085 |
| 2012    | 2013    | 2014    | 2015    | 2016    | 2017    | 2018    | 2019    |
| ↘30 073 | ↗30 105 | ↗30 116 | ↘30 034 | ↘29 804 | ↘29 507 | ↘29 091 | ↘28 551 |
| 2020    | 2021    | 2023    |         |         |         |         |         |
| ↘28 438 | ↘28 160 | ↘27 737 |         |         |         |         |         |

По итогам переписи населения 2020 года: башкиры — 47,9 %, татары — 34,6 %, русские — 16 %.
Население Кунашакского района представлено различными национальностями: башкиры, татары (мишари), русские, немцы, казахи и другие. Такой состав делает неповторимой культуру района в целом. Отмечается огромное множество праздников.
В разных источниках приводятся такие формы названия района на башкирском языке (баш. Ҡоншаҡ районы, Көншәк районы).
Башкиры проживают практически во всех населённых пунктах района: Аширове, Новобурине, Большом Куяше, Новом Курманове, Сарах, Халитове, а также в деревнях Кызылово, Алифкулово, Махмутово, Сосновке, Борисовке, Канзафарово, Ибрагимово, Кырмыскалы, Малый Куяш, Сарыкульмяк, Суртаныш, Нугуманово, Сураково, Султаново, Аминево, Каинкуль, Каракульмяк, Сулейманово, Чебакуль, Большое Иркабаево, Большое Тюляково, Карагайкуль, Кулужбаево, Суракаево, Султанаево, Юлдашево, Ямантаево, Акчакуль, Иксановой, Карино, Мурино, Серкино, Чекурово, Бараково, Баязитово, Большое Казакбаево, Бурино, Кубагушево, Кунакбаево, Малое Казакбаево, а также в посёлках Трудовом, Маяке, Дружном, Прибрежном, Кумкуле, Мансурово, Тахталыме и других.
Татары (мишяри) проживают, в основном, в сёлах Кунашак, Муслюмове, Татарская Караболка, Усть-Багаряк и в деревнях Усманово и Мусакаево. Также много татар в башкирских селах Новобурине, Большом Куяше, Сарах и Халитове, в посёлках Лесном, Дружном и Синарском.

## Территориальное устройство
Кунашакский район как административно-территориальная единица области делится на 9 сельсоветов. Кунашакский муниципальный район, в рамках организации местного самоуправления, включает 9 муниципальных образований со статусом сельских поселений:
| № | Муниципальное образование           | Административный центр | Количество населённых пунктов | Население (чел.) | Площадь (км²) |
| - | ----------------------------------- | ---------------------- | ----------------------------- | ---------------- | ------------- |
| 1 | Ашировское сельское поселение       | село Аширово           | 3                             | ↘288             | 107,71        |
| 2 | Буринское сельское поселение        | село Новобурино        | 4                             | ↗2207            | 159,01        |
| 3 | Кунашакское сельское поселение      | село Кунашак           | 8                             | ↗8216            | 392,23        |
| 4 | Куяшское сельское поселение         | село Большой Куяш      | 10                            | ↘2016            | 405,65        |
| 5 | Муслюмовское сельское поселение     | село Муслюмово         | 8                             | ↘4203            | 446,00        |
| 6 | Саринское сельское поселение        | село Сары              | 6                             | ↘1926            | 200,26        |
| 7 | Урукульское сельское поселение      | посёлок Дружный        | 11                            | ↗2947            | 361,72        |
| 8 | Усть-Багарякское сельское поселение | село Усть-Багаряк      | 13                            | ↗2346            | 568,21        |
| 9 | Халитовское сельское поселение      | село Халитово          | 10                            | ↘3930            | 500,79        |

### Населённые пункты
В Кунашакском районе 73 населённых пункта.
| №  | Населённый пункт    | Тип              | Население | Муниципальное образование           |
| -- | ------------------- | ---------------- | --------- | ----------------------------------- |
| 1  | Акчакуль            | деревня          | ↘62       | Усть-Багарякское сельское поселение |
| 2  | Алифкулова          | деревня          | ↘100      | Ашировское сельское поселение       |
| 3  | Аминева             | деревня          | ↗473      | Саринское сельское поселение        |
| 4  | Арыкова             | деревня          | 14        | Кунашакское сельское поселение      |
| 5  | Аширово             | село             | ↘243      | Ашировское сельское поселение       |
| 6  | Баракова            | деревня          | ↘263      | Халитовское сельское поселение      |
| 7  | Баязитова           | деревня          | ↘373      | Халитовское сельское поселение      |
| 8  | Большая Иркабаево   | деревня          | ↘262      | Урукульское сельское поселение      |
| 9  | Большая Казакбаева  | деревня          | ↗403      | Халитовское сельское поселение      |
| 10 | Большая Тюлякова    | деревня          | ↘371      | Урукульское сельское поселение      |
| 11 | Большой Куяш        | село             | ↘1046     | Куяшское сельское поселение         |
| 12 | Борисовка           | деревня          | ↗566      | Кунашакское сельское поселение      |
| 13 | Бурино              | деревня          | ↘360      | Халитовское сельское поселение      |
| 14 | Голубинка           | деревня          | ↘235      | Куяшское сельское поселение         |
| 15 | Дружный             | посёлок          | ↗969      | Урукульское сельское поселение      |
| 16 | Ибрагимова          | деревня          | ↘223      | Куяшское сельское поселение         |
| 17 | Иксанова            | деревня          | ↘131      | Усть-Багарякское сельское поселение |
| 18 | Каинкуль            | деревня          | ↘253      | Саринское сельское поселение        |
| 19 | Канзафарова         | деревня          | ↘147      | Кунашакское сельское поселение      |
| 20 | Карагайкуль         | деревня          | ↘422      | Урукульское сельское поселение      |
| 21 | Карагайлы           | посёлок          | ↘7        | Муслюмовское сельское поселение     |
| 22 | Каракульмяк         | деревня          | ↘46       | Саринское сельское поселение        |
| 23 | Карино              | деревня          | ↗81       | Усть-Багарякское сельское поселение |
| 24 | Кубагушева          | деревня          | ↘339      | Халитовское сельское поселение      |
| 25 | Кулужбаева          | деревня          | ↘63       | Урукульское сельское поселение      |
| 26 | Кумкуль             | посёлок          | ↘171      | Усть-Багарякское сельское поселение |
| 27 | Кунакбаева          | деревня          | ↘237      | Халитовское сельское поселение      |
| 28 | Кунашак             | посёлок ж.д. ст. | ↗67       | Кунашакское сельское поселение      |
| 29 | Кунашак             | село             | ↗6822     | Кунашакское сельское поселение      |
| 30 | Кырмыскалы          | деревня          | ↘15       | Куяшское сельское поселение         |
| 31 | Лесной              | посёлок          | ↗428      | Кунашакское сельское поселение      |
| 32 | Малая Казакбаева    | деревня          | ↗151      | Халитовское сельское поселение      |
| 33 | Малый Кунашак       | деревня          | ↘19       | Куяшское сельское поселение         |
| 34 | Малый Куяш          | деревня          | ↘119      | Куяшское сельское поселение         |
| 35 | Мансурова           | деревня          | ↘191      | Халитовское сельское поселение      |
| 36 | Махмутова           | деревня          | ↘194      | Ашировское сельское поселение       |
| 37 | Маяк                | посёлок          | ↗456      | Кунашакское сельское поселение      |
| 38 | Маян                | посёлок          | ↗3        | Усть-Багарякское сельское поселение |
| 39 | Мурино              | деревня          | ↘156      | Усть-Багарякское сельское поселение |
| 40 | Мусакаева           | деревня          | ↘24       | Куяшское сельское поселение         |
| 41 | Муслюмово           | посёлок ж.д. ст. | ↗2654     | Муслюмовское сельское поселение     |
| 42 | Муслюмово           | село             | ↘464      | Муслюмовское сельское поселение     |
| 43 | Нижняя              | посёлок ж.д. ст. | ↘50       | Усть-Багарякское сельское поселение |
| 44 | Новобурино          | село             | ↗1832     | Буринское сельское поселение        |
| 45 | Новое Курманово     | село             | ↘484      | Муслюмовское сельское поселение     |
| 46 | Нугуманово          | село             | ↘321      | Муслюмовское сельское поселение     |
| 47 | Прибрежный          | посёлок          | ↘111      | Урукульское сельское поселение      |
| 48 | Разъезд № 2         | посёлок          | ↗175      | Буринское сельское поселение        |
| 49 | Разъезд № 3         | посёлок          | ↘46       | Кунашакское сельское поселение      |
| 50 | Разъезд № 5         | посёлок          | ↗48       | Муслюмовское сельское поселение     |
| 51 | Сары                | село             | ↘971      | Саринское сельское поселение        |
| 52 | Сарыкаево           | деревня          | ↘0        | Урукульское сельское поселение      |
| 53 | Сарыкульмяк         | деревня          | →155      | Куяшское сельское поселение         |
| 54 | Серкино             | деревня          | ↘212      | Усть-Багарякское сельское поселение |
| 55 | Синарский           | посёлок          | ↘215      | Усть-Багарякское сельское поселение |
| 56 | Сосновка            | деревня          | ↘196      | Буринское сельское поселение        |
| 57 | Сулейманово         | деревня          | ↘60       | Саринское сельское поселение        |
| 58 | Султанаева          | деревня          | ↘194      | Урукульское сельское поселение      |
| 59 | Султаново           | деревня          | ↘265      | Муслюмовское сельское поселение     |
| 60 | Сураково            | деревня          | ↘313      | Муслюмовское сельское поселение     |
| 61 | Суртаныш            | деревня          | ↘49       | Куяшское сельское поселение         |
| 62 | Татарская Караболка | село             | ↘423      | Куяшское сельское поселение         |
| 63 | Тахталым            | деревня          | ↘269      | Халитовское сельское поселение      |
| 64 | Трудовой            | посёлок          | ↘343      | Буринское сельское поселение        |
| 65 | Урукуль             | село             | ↗212      | Урукульское сельское поселение      |
| 66 | Усманова            | деревня          | ↘100      | Усть-Багарякское сельское поселение |
| 67 | Усть-Багаряк        | село             | ↘1318     | Усть-Багарякское сельское поселение |
| 68 | Халитово            | село             | ↘1660     | Халитовское сельское поселение      |
| 69 | Чебакуль            | деревня          | ↗381      | Саринское сельское поселение        |
| 70 | Чекурова            | деревня          | ↘180      | Усть-Багарякское сельское поселение |
| 71 | Элеваторный         | посёлок          | ↘67       | Усть-Багарякское сельское поселение |
| 72 | Юлдашева            | деревня          | ↘166      | Урукульское сельское поселение      |
| 73 | Ямантаева           | деревня          | ↗199      | Урукульское сельское поселение      |

## Экономика
Основа экономики района — аграрный сектор. Сельскохозяйственные предприятия специализируются на возделывании пшеницы, гречихи, свеклы, подсолнечника, кукурузы, на разведении крупного рогатого скота. Наибольшая доля в производстве приходится на выпуск пищевых продуктов.

## Люди, связанные с районом
- Абдулкадир Инан, Фатхелкадир Мустафиевич Сулейманов — учёный, писатель, участник башкирского национально-освободительного движения. В Турции его считают светилом отечественной науки, как и мировой тюркологии.[25] Родился в д. Сарыкульмяк;
- Даян, Кадыр, Кадыр Хакимович Даянов — башкирский писатель, поэт, драматург. Заслуженный деятель Башкирской АССР. Родился в Кунашаке;
- Султанов Барый (13.10.1907—21.01.1945) — участник Великой Отечественной войны, Герой Советского Союза. Родился в селе Халитове.
- Мухамедьяров, Хай, Мухамедьяров Хай Габдрафикович — башкирский поэт и журналист. Родился в д. Кунакбаево. Погиб на Южном фронте в 1942 году. По данным родственников, погиб в боях под Москвой, недалеко от города Верея;
- Тимергазин, Кадыр Рахимович — нефтяник, геолог, доктор геолого-минералогических наук, профессор Первый доктор и профессор по геолого-минералогическим наукам из башкир. Заслуженный деятель науки и техники РСФСР. Общественный и государственный деятель БАССР. Председатель Верховного Совета БАССР. Родился в д. Сабактыкуль (Аксабак);
- Галимов, Салям Галимович — (18.01.1911—19.06.1939) — башкирский поэт, журналист и научный сотрудник. С 1934 года член Союза писателей СССР. Родился в д. Тягишево.
- Тимергалина, Шарифа Тимергазеевна — депутат Верховного Совета СССР 1 созыва (1937-1938). Заместитель председателя, председатель областного бюро юных пионеров Башкирского обкома ВЛКСМ (1929—1931), первый секретарь Башкирского обкома ВЛКСМ (1931—1936), заместитель заведующего, заведующий отделом учащейся молодёжи ЦК ВЛКСМ, секретарь ЦК ВЛКСМ (1936—1938). Родилась в д. Канзафаровой.
- Искандер, Рамиля Рифовна (р. 1977, Кунашак) — актриса кино и театра, лауреат премии «Золотая Лира» (Москва)
- Мавлявеев Барый Ясавеевич (1927-2002) - механизатор совхоза «Курмановский», награжден орденами Трудового Красного Знамени, Ленина, Почётный гражданин Кунашакского района[26]
- Нигматуллин Миннижан Файзулович (1947) - директор совхоза «Усть-Багарякский». Почётный гражданин Кунашакского района[27]